# Рудковский, Сергей Захарьевич
Серге́й (Серге́й-Семён) Заха́рьевич (За́рич) Рудко́вский (пол. Sergiusz Szymon Rudkowski, псевд. га-Родди; 21 ноября 1873, Луцк, Волынская губерния — 1944[…] или 7 февраля 1944, Луцк) — караимский поэт, прозаик и общественный деятель, литературный псевдоним которого отсылает к более ранней форме фамилии семьи Рудковских — Ру́дый (пол. Rudy).

## Биография
Родился 21 ноября 1873 года в Луцке в семье волынских караимов Захария (Зараха) Моисеевича Рудковского и Сары (Зары), урождённой Синани (или Турчин). Дед — Моисей Ицкович (Исакович) Рудый (род. ок. 1789).
Выпускник Луцкого реального училища. С 1900 года являлся официальным представителем общины луцких караимов. Как общественный деятель и активный участник движения возрождения караимского языка имел возможность принять участие в Первом Всероссийском съезде караимов в Евпатории в 1910 году в качестве наблюдателя. В 1913 году основал и редактировал караимский русскоязычный журнал «Сабах» («Рассвет»). Из-за войны вышел только один том этого журнала в 1914 году.
До Первой мировой войны работал судебным секретарём во Владимире-Волынском, откуда как царский чиновник был эвакуирован в Киев. Некоторое время жил в Одессе и Крыму. В 1918 году вернулся в Луцк, где до выхода на пенсию в 1933 году работал канцелярским помощником в Налоговой палате. 9 августа 1923 года женился на Барбаре (Тамаре) Маевской, имеющей польские и русские корни. Это был один из первых смешанных браков у караимов в Луцке. Обряд бракосочетания совершил и. о. газзана Моисей Новицкий.
В 1917—1929 годах, когда в Луцке не было газзана (после смерти Якова Леоновича), занимался регистрацией браков, рождений и смертей в караимской общине. С 23 апреля 1923 года исполнял обязанности председателя Правления Общества караимов в Луцке, но в своём письме от 15 августа 1925 года отказался от занимаемой должности, написав: «из-за плохого состояния здоровья не могу впредь исполнять обязанности председателя и с сегодняшнего дня отказываюсь». Несколько лет спустя, 10 мая 1931 года снова занял должность председателя, но на этот раз всего на два месяца (до 29 июля 1931 года) по причине ухудшения здоровья. В последующие годы был членом Правления Общества.
После выхода на пенсию, вместе с женой Тамарой и сыновьями Селимом и Назимом (в будущем юрист) поселился в Рафаловке (ок. 75 км на северо-восток от Луцка).
Начавшаяся Вторая мировая война застала Рудковского в Рафаловке. Чтобы избежать ссылки в Сибирь органами НКВД, неоднократно оставлял семью, чтобы найти убежище в Луцке, в том числе и в тамошнем караимском общинном доме. Во избежание приобретения своих рукописей посторонними людьми, в начале 1940 года большинство из них сжёг, среди которых были нужные для окончания караимско-польско-немецкого словаря. Позже, после нападения Германии на СССР летом 1941 года, снова начал записывать некоторые из своих трудов. В 1942 году потерял сына Селима, который был убит, вероятнее всего, так называемыми бандеровцами. В 1943 году вместе с семьёй вернулся в Луцк. Умер 7 февраля 1944 года. В 1945 году семья Рудковских эмигрировала в Польшу.
Ежедневно С. Рудковский пользовался тремя языками: караимским, польским и русским, а дома только двумя последними, так как его жена Тамара не знала караимского. Также хорошо знал украинский и немецкий, немного иврит и турецкий.
Правнуком Сергея Рудковского, внуком его сына Назима (1929—2015), является Михаил Немет (пол. Michał Németh; род. 1980) — кандидат филологических наук (2011), ассистент на кафедре венгерской филологии Ягеллонского университета, исследователь караимской истории и караимского языка. Проживает в Кракове.

## Литературная деятельность
С. Рудковский был автором, занимающимся в первую очередь поэзией. Кроме стихотворений он также написал несколько брошюр, воспоминаний, исторических преданий и произведений для сцены на караимском языке. В 1932 году в Луцке издал брошюру под названием «Кровавое эхо Умани на Волыни (Котовская резня 1768 г.)» (пол. Krwawe echo Humania na Wołyniu [Rzeź Kotowska 1768 r.]), посвященную истории об уничтожении караимских общин сёл Деражное и Котов в ходе Колиивщины под предводительством казацкого сотника Ивана Гонты. Авторству С. Рудковского принадлежит фрагмент прозы на русском языке «В Евпаторию и обратно...», в котором повествуется о его участии в I Всероссийском караимском съезде, знакомстве с газзаном Т. С. Леви и гахамом С. М. Панпуловым.
Сергей Рудковский считал, что казацкий гетман Иван Самойлович происходил из караимской семьи Самойловичей с. Деражного. Но, в конце концов, сложно сказать, что имел в виду С. Рудковский под словом «происходил», возможно, из Деражного был родом дед или прадед Самойловича. Общепринятно считать, что гетман Самойлович родился в семье священника на Житомирщине.
Всего С. З. Рудковский издал на караимском языке (по сегодняшним подсчётам) 22 сочинения, а ещё 12 стихотворений остаются в рукописи.

## Произведения
- Rudkowski S. Aleksander Firkowicz (sahyncłar) // Karaj Awazy. — Łuck, 1936. — № 9. — С. 2.
- Rudkowski S. Ałyn iśke, Karaj ałyn // Łuwachłar. — Łuck, 1932. — С. 3.
- Rudkowski S. Bijen uwłum! // Karaj Awazy. — Łuck, 1931. — № 2. — С. 37.
- Rudkowski S. «Dostłar». Satyr kotarmak tirlikten jizip-ałhan : utwór sceniczny. — Łuck: Drukarnia Ekspres, 1931.
- Rudkowski S. «Dostłar» (II). Caja kotarmak caja ucurłaricin : utwór sceniczny. — Łuck: Wydrukowano kosztem ofiarnego Pana Michała Nowickiego, 1939.
- Rudkowski S. Ezen kyryjinda // Awazymyz. — Wrocław, 2006. — № 3 (14). — С. 8. Архивировано 4 марта 2016 года.
- Rudkowski S. Indew // Karaj Awazy. — Łuck, 1931. — № 1. — С. 21.
- Ha-Roddi [Rudkowski S.] Istepłer // Karaj Awazy. — Łuck, 1937. — № 11. — С. 21.
- Rudkowski S. Jasły tensemek // Karaj Awazy. — Łuck, 1932. — № 1 (3). — С. 15.
- Rudkowski S. Kart Łucka // Karaj Awazy. — Łuck, 1935. — № 8. — С. 14-18.
- Rudkowski S. Kart Łucka // Karaj Awazy. — Łuck, 1936. — № 9. — С. 12-15.
- Сергій Рудковський. Kart Łucka / Старий Луцьк // Із караїмської переклав Володимир Шабаровський
- Rudkowski S. Kisencłer // Karaj Awazy. — Łuck, 1932. — № 2 (4). — С. 14.
- Rudkowski S. Korutkan dżuwaherłer // Karaj Awazy. — Łuck, 1931. — № 2. — С. 19-20.
- Rudkowski S. Kys karsyna // Łuwachłar. — Łuck, 1932. — С. 13.
- Rudkowski S. Machtaw Karajłarha // Karaj Awazy. — Łuck, 1936. — № 10. — С. 8.
- Ha-Roddi [Rudkowski S.] Maci kyryłady // Karaj Awazy. — Łuck, 1938. — № 12. — С. 5.
- Rudkowski S. Muzhuł tergewłer // Karaj Awazy. — Łuck, 1933. — № 6. — С. 19.
- Rudkowski S. Nece sez bizin kutułmahymyz icin // Karaj Awazy. — Łuck, 1931. — № 1. — С. 14-16.
- Rudkowski S. Rzeź Kotowska (Podanie). — Łuck: Drukarnia Kurji Biskupiej, 1932.
- Rudkowski S. Sormakłar da karuwłar // Karaj Awazy. — Łuck, 1938. — № 12. — С. 5.
- Rudkowski S. Tezgieninde // Myśl Karaimska. — Wilno, 1928. — Т. 1, № 4-5. — С. 24.
- Rudkowski S. Tutuwłanmahy Karajłaryn Łuckada (sahync). — Łuck, 1933.
- Rudkowski S. Ułhaj, uwłum! // Karaj Awazy. — Łuck, 1932. — № 3 (5). — С. 22-23.
- Рудковский С. З. В Евпаторию и обратно... // Караимское слово. — Вильна, 1913. — № 3-4. — С. 5-9.
- Рудковский С. З. Всякому своё время // Сабах. — Луцк, 1914. — № 1. — С. 15-18.
- Рудковский С. З. К выборам Гахам-Баши // Сабах. — Луцк, 1914. — № 1. — С. 7-11.
- С. Р-кий [Рудковский С. З.] Маленький караимский роман // Сабах. — Луцк, 1914. — № 1. — С. 21-44.
- Рудковский С. З. Почивший пахарь (Посвящается И. Н. Фирковичу) // Караимская жизнь. — Москва, 1911. — № 3-4. — С. 113-114.